# Mallos de Riglos
Los mallos de Riglos son unas formaciones geológicas consistentes en unas peñas de paredes verticales, llamadas mallos, situadas en la localidad española de Riglos, en la provincia de Huesca, unos 45 km al noroeste de Huesca capital, en las sierras del Prepirineo oscense. Alcanzan los 275 metros de altura máxima (espolón norte del Pisón) y se caracterizan por sus grandes paredes verticales o incluso desplomadas, muy apreciadas para la práctica de la escalada.
En noviembre de 2016, el Consejo de Aragón aprobó la declaración de monumento natural de los Mallos de Riglos, Agüero y Peña Rueba.

## Geología

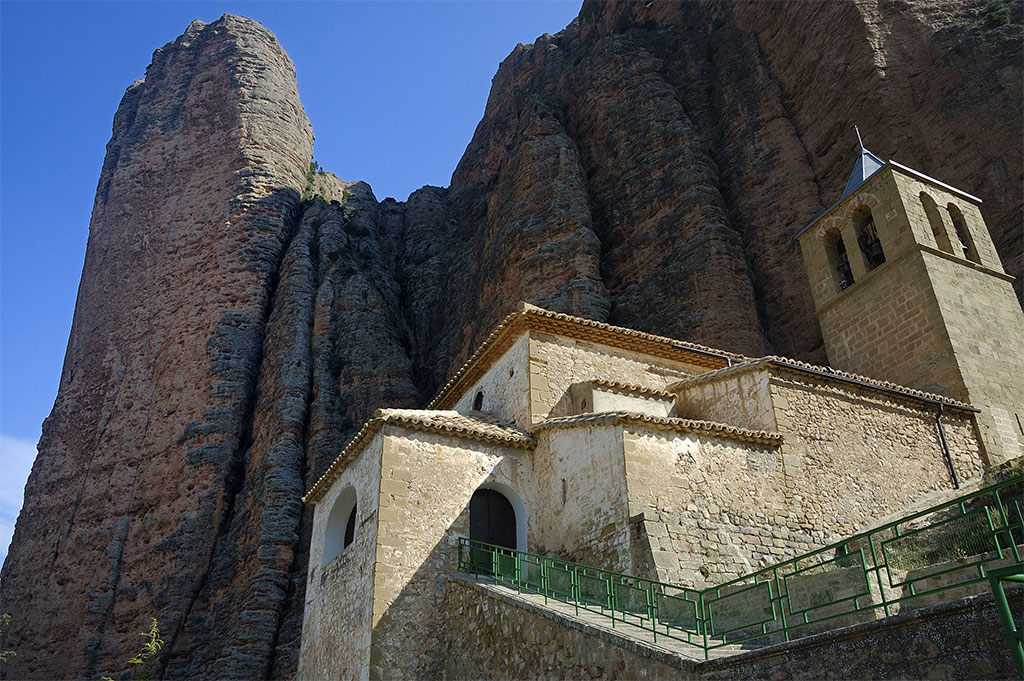
Mallo Pisón, desde la iglesia de Riglos.

Los Mallos de Riglos son consecuencia de la elevación de los Pirineos durante la orogenia alpina y están formados principalmente de conglomerados del Mioceno, sedimentos con cantos rodados de tamaño significativo (bloques y grava), con matriz de arena y cementados por carbonatos.
Al crearse la cordillera pirenaica, la erosión provocó que gran cantidad de material fuera arrastrado hacia el sur por cauces que vertían sus aguas a la antigua depresión del Ebro, depositándose y sedimentándose en enormes conos de deyección. Estos depósitos aluviales fueron elevados  y diaclasados por plegamientos de las capas inferiores y posteriormente erosionados, dando lugar a altas paredes subverticales. La meteorización, sobre todo la de tipo fluvial, abrió profundas barranqueras ensanchándose las fisuras y formándose las características chimeneas. Los estrechamientos y techos que aparecen en ellas son debidos a que la roca más dura ha persistido a pesar de la erosión de las aguas fluviales.

## Toponimia

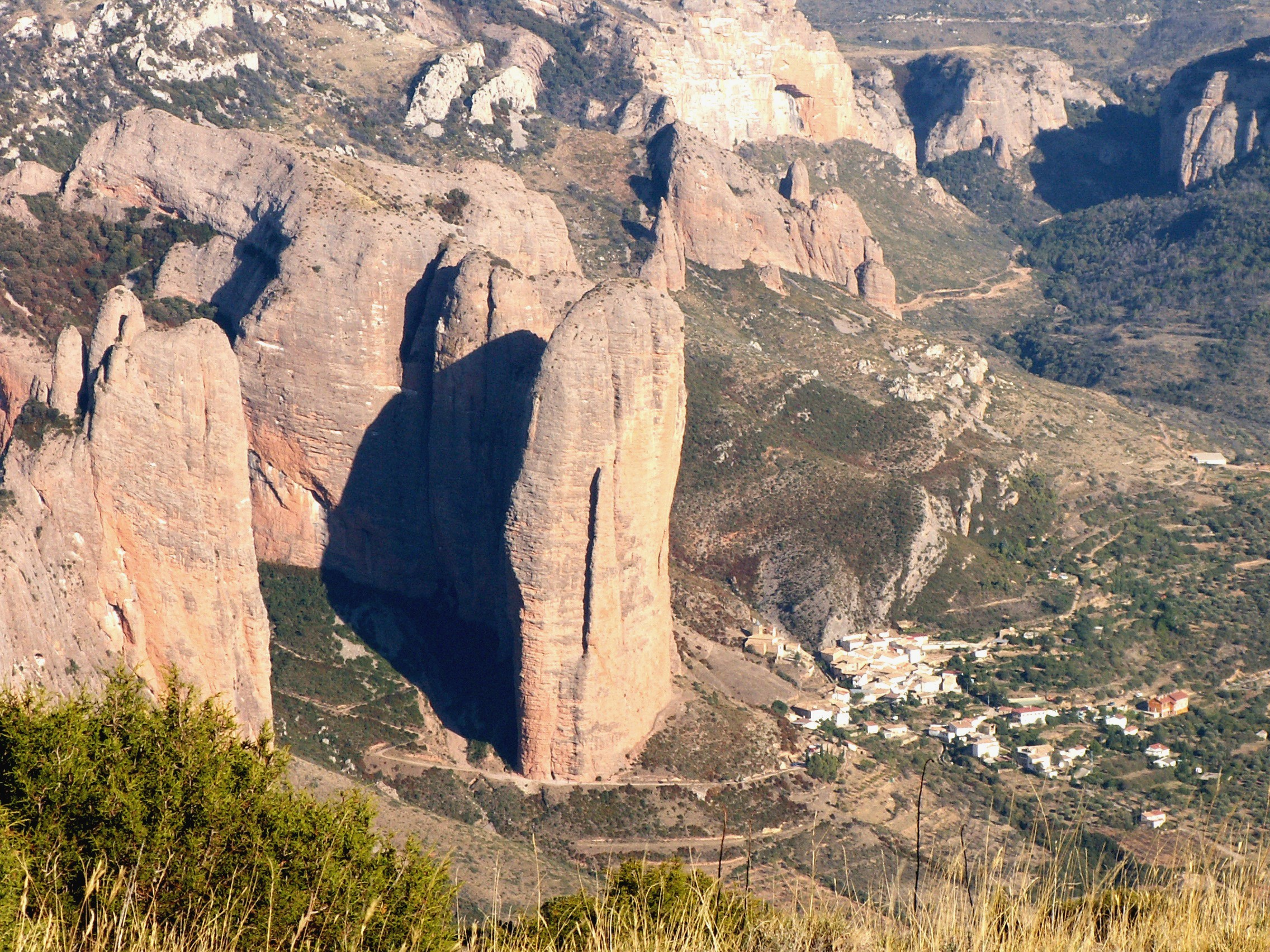
Vista de los Mallos de Riglos desde Peña Rueba. Mallos Firé, Castilla y Pisón

«Mallo» es un término aragonés. Cada mallo tiene un nombre propio, cuyo origen procede en algunos casos del nombre de algunas casas de Riglos (Firé y Pisón), de su forma o color característico (el Puro, el Cuchillo, la Visera, del Agua, os Fils, Colorado, Magdalena, Aguja Roja, Tornillo, Tornillito) o en homenaje a otras personas no relacionadas necesariamente con el mundo de la escalada (de los Castellanos, Melchor Frechín, Roberto Martí "Chichín", José Enrique Herrera, Mariano Cored, Víctor Carilla, Luis Gómez Laguna, General Capaz, Don Justo). Respecto a la toponimia de los mallos pequeños, a la zona se la denomina "os galochos", que en aragonés, galacho o galocho significa zona angosta o de paredes verticales creada por la erosión del agua. Así lo recoge Julio Soler Santaló, en un artículo para el boletín de 1911 del Centro Excursionista de Cataluña. Cada mallo tiene su propio "galocho". 
Tradicionalmente se dividen en tres grupos. Los mallos grandes, los mallos pequeños o mallos chicos y los Fils.
Los mallos grandes son:
- el Firé, antiguamente era conocido como Mallo de las Diez. Las cinco puntas que lo coronan reciben los nombres No Importa -Centuria del Frente de Juventudes-, Ángel Mateo Tinao -hermano de Joaquín Mateo, primer ascensionista de la punta-, Buzón -por el buzón de registro que dejaron los primeros ascensionistas-, Mallafré -en homenaje a su primer ascensionista, Ernest Mallafré, aunque originalmente fue llamada "de los catalanes"- y José María Montolar -Centuria del Frente de Juventudes,[3]
- el Pisón, llamado tradicionalmente "o Pisoné",
- el Puro, antiguamente conocido como "o fuso" -el huso, en aragonés- siendo denominado sin éxito tras su primera ascensión como mallo Francisco Franco,
- el Castilla (o de los castellanos), por el origen madrileño de los primeros escaladores que abrieron vías aquí. Está situado en el Circo de Verano, tras el Pisón,
- los Volaos, por su cercanía al rápel del Volao del Pisón,
- el Cuchillo, por su afilado perfil conocido como el Filo del Cuchillo,
- el Melchor Frechín, conocido originalmente como Mallo o Punta Sin Nombre,
- la Visera, considerado el mayor desplome de España, con 60 metros desde la base del mallo hasta la vertical del final de la pared,
- el mallo del Agua, por generarse en él un pequeño curso de escorrentía tras las lluvias.[4]

Los mallos pequeños son:
- Colorado, por el tono rojizo característico de su cara norte,
- Chichín, mote de Roberto Martí, junto a Serón y Millán uno de los primeros ascensionistas a la punta No Importa del Firé,
- Herrera, en recuerdo de José Enrique Herrera,
- Magdalena, también llamado originalmente "el Molondrón",
- Cored, en recuerdo de Mariano Cored Agustín, escalador oscense fallecido en el primer intento de escalada del Puro,
- Carilla, en recuerdo de Víctor Carilla Pomar, escalador zaragozano fallecido en el cuarto intento de escalada del Puro,
- Aguja Roja, denominado originalmente "la remolacha",
- Gómez Laguna, como homenaje a Luis Gómez Laguna, alcalde de Zaragoza entre 1954 y 1966. Originalmente fue denominado como "el pimiento",
- Capaz, nombre de una centuria del Frente de Juventudes que a su vez recibe el nombre del General Capaz.

Más al este, destacan el Paredón de los Buitres, también llamado mallo Arcaz, y el Macizo d'os Fils -"de los hilos" en aragonés, por su estratificación horizontal- donde destacan la Peña don Justo, en homenaje a don Justo Garasa, el Tornillo y el Tornillito o Falso Tornillo, ambos por su forma característica.

## Escalada y otras actividades de montaña
Los Mallos de Riglos son un paraíso de montañeros, escaladores y amantes de la naturaleza. Su descubrimiento por el montañismo se debe a algunos viajeros como Charles Dembowski, José María Quadrado, Santiago Ramón y Cajal y sobre todo Alphonse Lequeutre y Lucas Mallada, que ya en el siglo XIX llamaron la atención de los lectores de sus obras sobre la belleza de estas moles, influyendo decisivamente en las descripciones de pirineístas como Aymar de Saint-Saud, Lucien Briet y Franz Schrader, si bien es muy probable que estos dos últimos no llegaron a conocer los mallos más que por referencias indirectas, tal y como se desprende de la sorprendente vaguedad de sus relatos.
Ya en el siglo XX, cabe destacar la contribución de Julio Soler Santaló, quien publicó las primeras fotografías de los Mallos, publicitando de esta manera su existencia, lo que contribuyó de manera notable a la llegada de ciertos grupos de montañeros españoles y extranjeros que con poca fortuna intentaron conseguir alguna cima de estos monolitos.
Aunque a algunos mallos como la Visera, el Melchor Frechín, el mallo del Agua, el Paredón de los Buitres o el Macizo d'os Fils se puede acceder caminando hasta su parte superior, en el resto de mallos es obligado escalar sus espectaculares paredes verticales para lograr coronar cima.
Los principales hechos históricos relacionados con la escalada en los Mallos de Riglos han sido:
- 1935: Jean Arlaud, Jean Grelier y Piero Ghiglione logran alcanzar la punta Buzón del Mallo Firé.
- 1942: Ernesto Mallafré, junto con F. Blasi y J. Bou, escala hasta la punta más alta de mallo Firé, conocida desde la muerte del escalador como punta Mallafré.
- 1946: en abril, Jorge Pañella, junto a F. Peiré y A. Murguía, realiza la primera ascensión del mallo Pisón, accediendo al collado mediante rápel desde el macizo. Dos meses después, lo escala junto a A. Casasayas desde el suelo por la chimenea Pany-Haus.
- 1947: primera muerte por accidente de escalada en Riglos. Mariano Cored fallece en el primer intento absoluto de escalada al Puro.
- 1950: segunda muerte por accidente de escalada en Riglos. Víctor Carilla fallece en el cuarto intento absoluto de escalada al Puro.
- 1953: Manuel Bescós, Alberto Rabadá y Ángel López "Cintero" logran la cima del Puro en el séptimo intento absoluto a este mallo.
- 1953: Tercera muerte por accidente de escalada en Riglos. Manuel Bescós fallece al desprenderse el anclaje que le sujetaba en el rápel del Volao del mallo Pisón.
- 1954: Instalación de una cruz de 4,50 metros de altura en la punta No Importa del mallo Firé. Esta cruz permaneció en pie hasta principios de los años 80.
- 1957: apertura de la vía Serón-Millán al Pisón por Alberto Rabadá, Ángel López "Cintero", Rafael Montaner y Juan José Díaz.

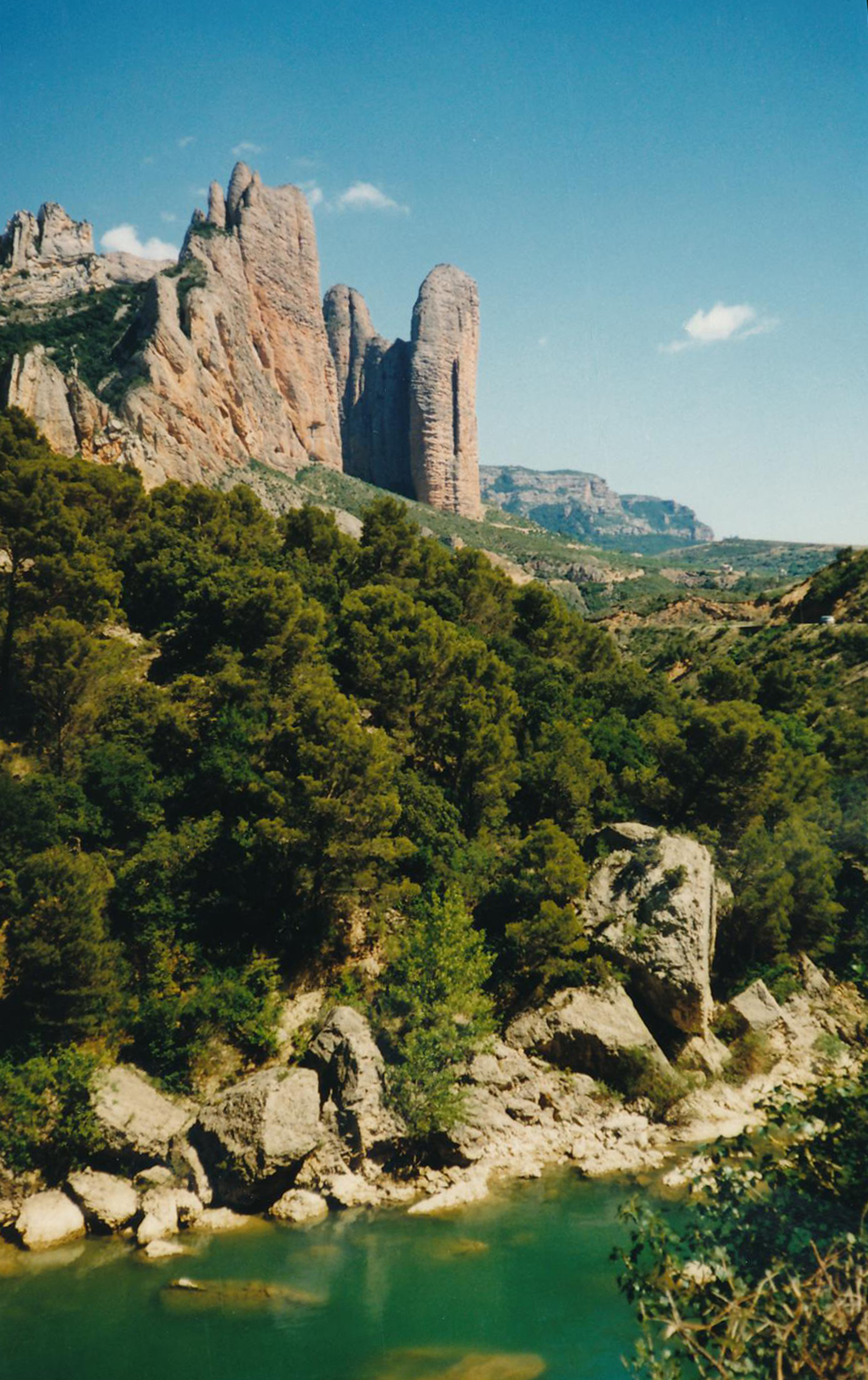
Vista de los Mallos de Riglos desde el río Gállego.

- 1958: primera ascensión al Mallo Cuchillo por Anglada y Guillamón.
- 1959: primera vía de la cordada Rabadá-Navarro. Apertura de la Vía de los Diedros, en la Peña don Justo del macizo de los Fils.
- 1961: apertura del Espolón del Firé, por Alberto Rabadá y Ernesto Navarro.
- 1965: apertura de la vía Carnavalada al Pisón, por Ursi Abajo y Jesús Ibarzo.
- 1975: apertura de la vía Tronco Fuertone en el Cuchillo, por Tronco y Fuertone.
- 1976: apertura de la vía Alberto Rabadá (o Murciana) al Pisón, por los hermanos Miguel Ángel y José Luis García Gallego.
- 1976: trágico accidente múltiple de escalada. Jesús E. Calleja, Cristóbal Trujillo y Mario S. Gordons mueren despeñados mientras escalaban el Espolón del Adamelo en el Macizo del Pisón.[5]
- 1978: apertura de la Directa a la Visera, por Antonio Gómez Bohórquez "Sevi" y Mariano Lozano.
- 1989: Carlos García escala en solo integral de La fiesta del bíceps en la Visera. Años más tarde, repite en el mismo estilo la vía Zulú Demente en la Visera.[6]
- 1994: grabación del programa Al filo de lo imposible, en la que se realiza, además de otras actividades, un rápel suspendido de una tirolina entre los mallos Firé y Pisón.[7]
- 2001: incendio en los Mallos de Riglos que afecta sobre todo al macizo d'os Fils y a los mallos pequeños.[8]
- 2009: celebración del primer rally "12 horas de escalada", que desde entonces tiene carácter anual.[9]
- 2013: Jesús Ibarzo muere tras sufrir una caída mientras escalaba la vía Pany-Haus.[10]
- 2013: Récord de España de caída libre en rope jumping con un salto de 180 metros desde La Visera.[11]
- 2015: grabación de Volando Voy (programa de televisión). Temporada 1, programa 4 para las cadenas Cuatro (canal de televisión) y Energy, presentado por Jesús Calleja.

Fuera del ámbito de la escalada, cabe destacar que durante los años 50 y 60 también se produjo cierto interés entre los montañeros que acudían a Riglos por explorar algunas de las simas de su término municipal como las de Cubilillo o Espinabla, aunque el escaso interés y desarrollo de éstas -a pesar de que la sima de Cubilillo se encuentra entre una de las máximas profundidades en conglomerado del mundo- provocó que la espeleología quedara como una actividad anecdótica.
En los últimos años se ha hecho bastante popular el salto BASE desde los mallos, con impresionantes saltos desde mallos como el Firé, el Pisón e incluso el Puro, siendo no obstante la Visera por su acceso caminando y su gran desplome el mallo preferido para este fin.
Más reciente aún es la práctica de las vías ferratas, en auge tras el equipamiento en el macizo d'os Fils de la ferrata del Cubilillo, un itinerario equipado con clavijas que lleva hasta el Mirador de los Buitres.

## Principales vías de escalada
Mallo Firé

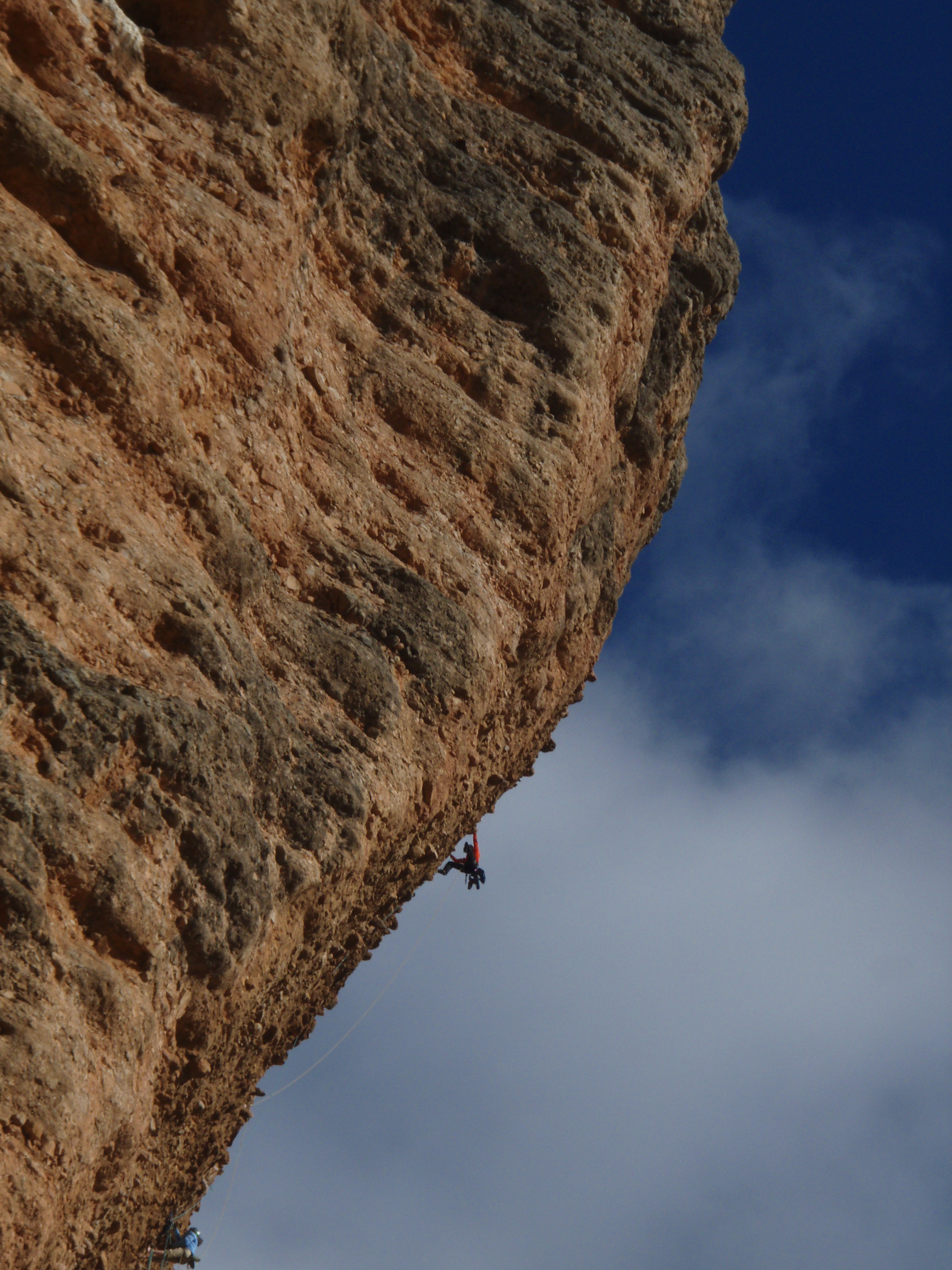
Escalada en La fiesta de los Bíceps a la Visera. Mallos de Riglos

- Travesía de las Cinco Puntas (V+). Combinación de una serie de vías clásicas, entre las que destacan la vía Peiré a la punta Mallafré y el "paso de la vía" a la punta No importa.
- Espolón sur Rabadá-Navarro (6b [V+/A0].)[13] Mítica vía, quizás la más emblemática de los mallos. Abierta por la cordada aragonesa en cinco días sin perforar artificialmente la roca.
- Galletas (6a+ [V/A0]). La vía más repetida del Firé, es característica su larga y profunda chimenea.
- Directa As Cimas (6c [6b/A0]). Vía moderna retroequipada que accede directamente a la cima principal del mallo.

Mallo Pisón
- Anglada-Guillamón (IV+). La escalada más larga de Riglos, ya que el inicio de la vía se sitúa en el collado del Puro y desde ahí hay que realizar dos largos de travesía.
- Directa Anglada (7a [6a/A1]). Itinerario que de manera directa desde el suelo llega hasta el final de la travesía de la Anglada-Guillamón.
- Serón-Millán (6b [V+/A0]).[14] Emblemática pero sin apenas repeticiones hasta su restauración en 2010.
- Carnavalada (7b [V+/A0]). Primera de las vías abiertas por el centro del Pisón.
- Alberto Rabadá "la Murciana" (6c+ [V/A1]).[15] Apertura de los hermanos García Gallego.
- Chopper (6b). Vía de concepción moderna.
- Pany-Haus (6a+ [V/A0]). Primera vía abierta desde el suelo para acceder a la cima del Pisón.
- Espolón del Adamelo (6a [V+/A0]). Una de las vías más repetidas para acceder a la cima del Pisón.

El Puro
- Normal (6b [V/A0]).[16] Vía trágicamente conocida por los accidentes mortales durante los intentos de apertura.
- Norte (6a+ [V/A0]).[17] Una de las más emblemáticas vías de Rabadá y Navarro.

El Cuchillo
- Endrija del Mango (7a+ [V+/A0])[18]
- El Filo (7b [V+/A1])

Melchor Frechín
- José Antonio Sanz (6a). Vía clásica reequipada con el itinerario original modificado en parte.

Visera
- Guirles-Campos (6c [6a/A0]).
- La fiesta de los bíceps (6c+ [6b/A0])
- Directa (7b [6b/A0]). Impresionante y directa vía abierta en condiciones invernales muy duras. Hoy reequipada.
- Mosquitos (6b [V+/A0]).[19] Primera vía por el extraplomo de la Visera.
- Zulú demente (7b [6b/A0])